# Pedraça
Pedraça é uma povoação portuguesa sede da Freguesia de Pedraça do Município de Cabeceiras de Basto, freguesia com 12,17 km² de área e 694 habitantes (censo de 2021), tendo, por isso, uma densidade populacional de 57 hab./km².

## Demografia
A população registada nos censos foi:
| Ano  | 0-14 Anos | 15-24 Anos | 25-64 Anos | > 65 Anos |
| 2001 | 199       | 153        | 391        | 152       |
| 2011 | 124       | 117        | 377        | 142       |
| 2021 | 68        | 88         | 372        | 166       |